# Horst Bosetzky
Horst Otto Oskar Bosetzky, né le 1er février 1938 à Berlin et mort le 16 septembre 2018 dans la même ville, est un sociologue et écrivain allemand.
Auteur d'une saga familiale et d'ouvrages de littérature d'enfance et de jeunesse, ainsi que, sous son pseudonyme -ky, de plusieurs romans policiers, il remporte le prix Mystère de la critique en 1988 avec le roman Kein Reihenhaus für Robin Hood (Robin des bois est mort).

## Biographie
Après ses études secondaires à Berlin, Erlangen et Hanovre, Horst Bosetzky devient un employé des services commerciaux de la compagnie Siemens. Il amorce en parallèle des études supérieures en sociologie, décroche un doctorat et enseigne à partir de 1971 à l'école supérieure d'administration de Berlin.
Admirateur du romancier allemand Theodor Fontane, il amorce sa carrière littéraire alors qu'il est encore étudiant par la publication de nouvelles dans un journal berlinois. Après avoir collaboré à l'écriture de séries policières en fascicules dans les années 1960, il signe son premier roman policier en 1971 sous le pseudonyme de -ky. En France, son premier roman est traduit en 1986 sous le titre Du feu pour le grand dragon (Feuer für den großen Drachen, 1982) et met en scène un ghetto turc de Berlin terrorisé par une sorte de Ku Klux Klan allemand.
Il obtient le prix Mystère de la critique en 1988 pour Robin des Bois est mort (Kein Reihenhaus für Robin Hood), un roman sur un groupe de terroristes qui kidnappe un industriel d'Allemagne du Nord.
À partir de 1983, il se lance, sous son patronyme, dans la publication d'une vaste saga familiale qui compte près de vingt volumes.

## Œuvre

### Romans

#### Saga familiale
- Aus der Traum, 1983
- Geh doch wieder rüber, 1986
- Ich glaub’, mich tritt ein Schimmel, 1986
- Dich reitet wohl der Schimmel, 1987
- Brennholz für Kartoffelschalen, 1995
- Capri und Kartoffelpuffer, 1997
- Der letzte Askanier, 1997
- Champagner und Kartoffelchips, 1998
- Tamsel, 1999
- Quetschkartoffeln und Karriere, 2000
- Zwischen Kahn und Kohlenkeller, 2001
- Zwischen Barrikade und Brotsuppe, 2003
- Küsse am Kartoffelfeuer, 2004
- Kante Krümel Kracher , 2004
- Die sieben Häupter, 2004
- Das Duell des Herrn Silberstein, 2005
- Die Liebesprüfung, 2006
- Die schönsten Jahre zwischen Wedding und Neukölln, 2006
- Bratkartoffeln oder Die Wege des Herrn, 2008

#### Romans policiers signés -ky
- Zu einem Mord gehören zwei, 1971
- Einer von uns beiden, 1972
- Von Beileidsbesuchen bitten wir abzusehen, 1972
- Stör die feinen Leute nicht, 1973
- Ein Toter führt Regie, 1974
- Es reicht doch, wenn nur einer stirbt, 1975
- Einer will’s gewesen sein, 1978
- Kein Reihenhaus für Robin Hood, 1979 Publié en français sous le titre Robin des Bois est mort, traduit par Jean-Paul Schweighaeuser, Bordeaux, Éditions Le Mascaret, coll. « Le Mascaret noir », 1987, 189 p.  (ISBN 2-904506-08-X)
- Feuer für den großen Drachen, 1982 Publié en français sous le titre Du feu pour le grand dragon, traduit par Jean-Paul Schweighaeuser, Paris, Éditions de L'instant, coll. « L'Instant noir » no 5, 1986, 215 p.  (ISBN 2-86929-040-3)
- Die Klette, 1983
- Friedrich der Große rettet Oberkommissar Mannhardt, 1985 Publié en français sous le titre Pour le roi de Prusse, traduit par Jean-Paul Schweighaeuser, Nantes, Éditions L'Atalante, « Bibliothèque de l'évasion », 1991, 253 p.  (ISBN 2-905158-50-6)
- Älteres Ehepaar jagt Oberregierungsrat K, 1987
- Ich lege Rosen auf mein Grab, 1988
- Da hilft nur noch beten, 1988
- Schau nicht hin, schau nicht her, 1989, en collaboration avec Steffen Mohr
- Nieswand kennt Tag und Stunde, 1990
- Ich wollte, es wäre Nacht, 1991
- Von oben herab, 1992
- Ein Deal zuvie, 1992
- Mit dem Tod auf du und du, 1992
- Blut will der Dämon, 1993
- Fendt hört mit, 1994
- Der Satansbraten, 1994
- Unfassbar für uns alle, 1995
- Wie ein Tier – Der S-Bahn-Mörder, 1995
- Ein Mann fürs Grobe, 1996
- Einer muss es tun, 1998
- Alle meine Mörder, 2001
- Spreekiller, 2002
- Das Double des Bankiers, 2002
- Der kalte Engel, 2002
- In Bramme geht die Bombe hoch, 2004
- Die Bestie vom Schlesischen Bahnhof, 2004
- Das Wandern ist des Mörders Lust, 2004
- In Bramme fließt Dozentenblut, 2006
- Kappe und die verkohlte Leiche, 2007
- Nach Verdun, 2008
- Der Lustmörder, 2008
- Nichts ist verjährt, 2008
- Unterm Kirschbaum, 2009
- Bücherwahn, 2010
- Am Tag, als Walter Ulbricht starb, 2010
- Promijagd, 2010
- Mit Feuereifer, 2011
- Tod im Thiergarten, 2011
- Unterm Fallbeil, 2012
- Razzia, 2012
- Der Fall des Dichters, 2012
- Der schwarze Witwer, 2012
- Mamsellenmord in der Friedrichstadt, 2012
- Berliner Leichenschau, 2013
- Fahnenflucht, 2013

### Ouvrages de littérature d'enfance et de jeunesse
- Heißt du wirklich Hasan Schmidt?, 1984
- Sonst ist es aus mit dir!, 1994

### Autobiographie
- (de) -ky’s Berliner Jugend – Erinnerungen in Wort und Bild, en coopération avec Rengha Rodewill, Vergangenheitsverlag, Berlin, 2014.  (ISBN 978-3-86408-173-6)

### Sources
- Claude Mesplède, Dictionnaire des littératures policières, vol. 2 : J - Z, Nantes, Joseph K, coll. « Temps noir », 2007, 1086 p. (ISBN 978-2-910-68645-1, OCLC 315873361), p. 122-123.
- Jean Tulard, Dictionnaire du roman policier : 1841-2005. Auteurs, personnages, œuvres, thèmes, collections, éditeurs, Paris, Fayard, 2005, 768 p. (ISBN 978-2-915793-51-2, OCLC 62533410), p. 402.